# Liste des monuments historiques d'Anvers/Anvers-Nord
Cette page regroupe l'ensemble des monuments classés du quartier d'Anvers-Nord dans la ville d'Anvers.

## Monuments
| Objet                                                                     | Statut du classement? | Année de construction/architecte | Section communale | Adresse                     | Coordonnées                      | Numéro d'inventaire | Illustration                                          |
| ------------------------------------------------------------------------- | --------------------- | -------------------------------- | ----------------- | --------------------------- | -------------------------------- | ------------------- | ----------------------------------------------------- |
| (nl) Politiebureel 1902-03                                                |                       |                                  | Anvers            | Sint-Jobstraat 63           | 51° 13′ 41″ nord, 4° 25′ 29″ est | 6528                | Téléverser                                            |
| (nl) Enkelhuis                                                            |                       |                                  | Anvers            | Biekorfstraat 74            | 51° 13′ 40″ nord, 4° 25′ 33″ est | 6529                | Téléverser                                            |
| (nl) Flatgebouwen in Nieuwe Zakelijkheid                                  |                       |                                  | Anvers            | Bisschopstraat 17           | 51° 13′ 08″ nord, 4° 25′ 28″ est | 6531                | Téléverser                                            |
| (nl) Flatgebouwen in Nieuwe Zakelijkheid                                  |                       |                                  | Anvers            | Bisschopstraat 19           | 51° 13′ 08″ nord, 4° 25′ 28″ est | 6531                | Téléverser                                            |
| (nl) Flatgebouwen in Nieuwe Zakelijkheid                                  |                       |                                  | Anvers            | Bisschopstraat 21           | 51° 13′ 08″ nord, 4° 25′ 28″ est | 6531                | Téléverser                                            |
| (nl) Flatgebouwen in Nieuwe Zakelijkheid                                  |                       |                                  | Anvers            | Bisschopstraat 23           | 51° 13′ 08″ nord, 4° 25′ 28″ est | 6531                | Téléverser                                            |
| (nl) Flatgebouwen in Nieuwe Zakelijkheid                                  |                       |                                  | Anvers            | Bisschopstraat 25           | 51° 13′ 08″ nord, 4° 25′ 28″ est | 6531                | Téléverser                                            |
| (nl) Burgerhuis in neo-Lodewijk XVI-stijl                                 |                       |                                  | Anvers            | Bisschopstraat 67           | 51° 13′ 12″ nord, 4° 25′ 34″ est | 6532                | Téléverser                                            |
| (nl) Burgerhuis, "Eliteschool"                                            |                       |                                  | Anvers            | Bisschopstraat 20           | 51° 13′ 08″ nord, 4° 25′ 30″ est | 6533                | Téléverser                                            |
| (nl) Eenheidsbebouwing, thans warenhuis en verkoopzaal                    |                       |                                  | Antwerpen         | Brugstraat 8                | 51° 13′ 36″ nord, 4° 25′ 09″ est | 6592                | Téléverser                                            |
| (nl) Eenheidsbebouwing, thans warenhuis en verkoopzaal                    |                       |                                  | Anvers            | Brugstraat 12               | 51° 13′ 36″ nord, 4° 25′ 09″ est | 6592                | Téléverser                                            |
| (nl) Eenheidsbebouwing, thans warenhuis en verkoopzaal                    |                       |                                  | Anvers            | Brugstraat 14               | 51° 13′ 36″ nord, 4° 25′ 09″ est | 6592                | Téléverser                                            |
| (nl) Gebouwencomplex met bioscoop, winkels, flats                         |                       |                                  | Anvers            | Carnotstraat 13             | 51° 13′ 08″ nord, 4° 25′ 21″ est | 6603                | Téléverser                                            |
| (nl) Gebouwencomplex met bioscoop, winkels, flats                         |                       |                                  | Anvers            | Carnotstraat 15             | 51° 13′ 08″ nord, 4° 25′ 21″ est | 6603                | Téléverser                                            |
| (nl) Gebouwencomplex met bioscoop, winkels, flats                         |                       |                                  | Anvers            | Carnotstraat 17             | 51° 13′ 08″ nord, 4° 25′ 21″ est | 6603                | Téléverser                                            |
| (nl) Winkel- en appartementsgebouw                                        |                       |                                  | Anvers            | Carnotstraat 43             | 51° 13′ 08″ nord, 4° 25′ 25″ est | 6604                | Téléverser                                            |
| (nl) Appartements- en handelsgebouw                                       |                       |                                  | Anvers            | Carnotstraat 45             | 51° 13′ 08″ nord, 4° 25′ 26″ est | 6605                | Téléverser                                            |
| (nl) Handels- en appartementsgebouw                                       |                       |                                  | Anvers            | Bisschopstraat 1            | 51° 13′ 07″ nord, 4° 25′ 27″ est | 6606                | Téléverser                                            |
| (nl) Dubbelhuis                                                           |                       |                                  | Anvers            | Carnotstraat 123            | 51° 13′ 05″ nord, 4° 25′ 40″ est | 6607                | Téléverser                                            |
| (nl) Neorenaissance topgeveltje                                           |                       |                                  | Anvers            | Carnotstraat 125            | 51° 13′ 04″ nord, 4° 25′ 38″ est | 6608                | Téléverser                                            |
| (nl) Arbeidershuizen in steegbebouwing                                    |                       |                                  | Anvers            | Congresstraat 26/1          | 51° 13′ 06″ nord, 4° 25′ 38″ est | 6641                | Téléverser                                            |
| (nl) Arbeidershuizen in steegbebouwing                                    |                       |                                  | Anvers            | Congresstraat 26/2          | 51° 13′ 06″ nord, 4° 25′ 38″ est | 6641                | Téléverser                                            |
| (nl) Arbeidershuizen in steegbebouwing                                    |                       |                                  | Anvers            | Congresstraat 26/3          | 51° 13′ 06″ nord, 4° 25′ 38″ est | 6641                | Téléverser                                            |
| (nl) Arbeidershuizen in steegbebouwing                                    |                       |                                  | Anvers            | Congresstraat 26/4          | 51° 13′ 06″ nord, 4° 25′ 38″ est | 6641                | Téléverser                                            |
| (nl) Arbeidershuizen in steegbebouwing                                    |                       |                                  | Anvers            | Congresstraat 26/5          | 51° 13′ 06″ nord, 4° 25′ 38″ est | 6641                | Téléverser                                            |
| (nl) Arbeidershuizen in steegbebouwing                                    |                       |                                  | Anvers            | Congresstraat 26/6          | 51° 13′ 06″ nord, 4° 25′ 38″ est | 6641                | Téléverser                                            |
| (nl) Arbeidershuizen in steegbebouwing                                    |                       |                                  | Anvers            | Congresstraat 26/7          | 51° 13′ 06″ nord, 4° 25′ 38″ est | 6641                | Téléverser                                            |
| (nl) Arbeidershuizen in steegbebouwing                                    |                       |                                  | Anvers            | Congresstraat 26/8          | 51° 13′ 06″ nord, 4° 25′ 38″ est | 6641                | Téléverser                                            |
| (nl) Arbeidershuizen in steegbebouwing                                    |                       |                                  | Anvers            | Congresstraat 26/9          | 51° 13′ 06″ nord, 4° 25′ 38″ est | 6641                | Téléverser                                            |
| (nl) Arbeidershuizen in steegbebouwing                                    |                       |                                  | Anvers            | Congresstraat 26/10         | 51° 13′ 06″ nord, 4° 25′ 38″ est | 6641                | Téléverser                                            |
| (nl) Arbeidershuizen in steegbebouwing                                    |                       |                                  | Anvers            | Congresstraat 26/11         | 51° 13′ 06″ nord, 4° 25′ 38″ est | 6641                | Téléverser                                            |
| (nl) Arbeidershuizen in steegbebouwing                                    |                       |                                  | Anvers            | Congresstraat 26/12         | 51° 13′ 06″ nord, 4° 25′ 38″ est | 6641                | Téléverser                                            |
| (nl) Arbeidershuizen in steegbebouwing                                    |                       |                                  | Anvers            | Congresstraat 26/13         | 51° 13′ 06″ nord, 4° 25′ 38″ est | 6641                | Téléverser                                            |
| (nl) Arbeidershuizen in steegbebouwing                                    |                       |                                  | Anvers            | Congresstraat 26/14         | 51° 13′ 06″ nord, 4° 25′ 38″ est | 6641                | Téléverser                                            |
| (nl) Arbeidershuizen in steegbebouwing                                    |                       |                                  | Anvers            | Congresstraat 26/15         | 51° 13′ 06″ nord, 4° 25′ 38″ est | 6641                | Téléverser                                            |
| (nl) Arbeidershuizen in steegbebouwing                                    |                       |                                  | Anvers            | Congresstraat 26/16         | 51° 13′ 06″ nord, 4° 25′ 38″ est | 6641                | Téléverser                                            |
| (nl) Arbeidershuizen in steegbebouwing                                    |                       |                                  | Anvers            | Congresstraat 26/17         | 51° 13′ 06″ nord, 4° 25′ 38″ est | 6641                | Téléverser                                            |
| (nl) Arbeidershuizen in steegbebouwing                                    |                       |                                  | Anvers            | Congresstraat 26/18         | 51° 13′ 06″ nord, 4° 25′ 38″ est | 6641                | Téléverser                                            |
| (nl) Arbeidershuizen in steegbebouwing                                    |                       |                                  | Anvers            | Congresstraat 26/19         | 51° 13′ 06″ nord, 4° 25′ 38″ est | 6641                | Téléverser                                            |
| (nl) Arbeidershuizen in steegbebouwing                                    |                       |                                  | Anvers            | Congresstraat 26/20         | 51° 13′ 06″ nord, 4° 25′ 38″ est | 6641                | Téléverser                                            |
| (nl) Twee burgerhuizen                                                    |                       |                                  | Anvers            | Constitutiestraat 13        | 51° 13′ 14″ nord, 4° 25′ 37″ est | 6649                | Téléverser                                            |
| (nl) Eclectisch winkelhuis                                                |                       |                                  | Anvers            | Dambruggestraat 19          | 51° 13′ 09″ nord, 4° 25′ 24″ est | 6662                | Téléverser                                            |
| (nl) Eclectisch winkelhuis                                                |                       |                                  | Anvers            | Dambruggestraat 21          | 51° 13′ 09″ nord, 4° 25′ 24″ est | 6662                | Téléverser                                            |
| (nl) Samenstel twee rijhuizen                                             |                       |                                  | Anvers            | Dambruggestraat 33          | 51° 13′ 11″ nord, 4° 25′ 23″ est | 6664                | Téléverser                                            |
| (nl) Samenstel twee rijhuizen                                             |                       |                                  | Anvers            | Dambruggestraat 35          | 51° 13′ 11″ nord, 4° 25′ 23″ est | 6664                | Téléverser                                            |
| (nl) Neoclassicistisch herenhuis                                          |                       |                                  | Anvers            | Dambruggestraat 49          | 51° 13′ 13″ nord, 4° 25′ 23″ est | 6665                | Téléverser                                            |
| (nl) Eenheidsbebouwing vier winkel- en woonhuizen                         |                       |                                  | Anvers            | Dambruggestraat 61          | 51° 13′ 14″ nord, 4° 25′ 22″ est | 6666                | Téléverser                                            |
| (nl) Eenheidsbebouwing vier winkel- en woonhuizen                         |                       |                                  | Anvers            | Dambruggestraat 63          | 51° 13′ 14″ nord, 4° 25′ 22″ est | 6666                | Téléverser                                            |
| (nl) Eenheidsbebouwing vier winkel- en woonhuizen                         |                       |                                  | Anvers            | Dambruggestraat 65          | 51° 13′ 14″ nord, 4° 25′ 22″ est | 6666                | Téléverser                                            |
| (nl) Eenheidsbebouwing vier winkel- en woonhuizen                         |                       |                                  | Anvers            | Dambruggestraat 67          | 51° 13′ 14″ nord, 4° 25′ 22″ est | 6666                | Téléverser                                            |
| (nl) Burgerhuis                                                           |                       |                                  | Anvers            | Dambruggestraat 155         | 51° 13′ 23″ nord, 4° 25′ 17″ est | 6668                | Téléverser                                            |
| (nl) Art Nouveau enkelhuis                                                |                       |                                  | Anvers            | Dambruggestraat 193         | 51° 13′ 31″ nord, 4° 25′ 17″ est | 6669                | Téléverser                                            |
| (nl) Eclectisch enkelhuis                                                 |                       |                                  | Anvers            | Dambruggestraat 221         | 51° 13′ 33″ nord, 4° 25′ 18″ est | 6670                | Téléverser                                            |
| (nl) Burgerhuis                                                           |                       |                                  | Anvers            | Dambruggestraat 78          | 51° 13′ 15″ nord, 4° 25′ 23″ est | 6671                | Téléverser                                            |
| (nl) Enkelhuis                                                            |                       |                                  | Anvers            | Dambruggestraat 256         | 51° 13′ 33″ nord, 4° 25′ 20″ est | 6672                | Téléverser                                            |
| (nl) "Wooncomplex Joostens-Lemmé"                                         |                       |                                  | Anvers            | Dambruggestraat 304         | 51° 13′ 41″ nord, 4° 25′ 21″ est | 6673                | Téléverser                                            |
| (nl) Burgerhuis                                                           |                       |                                  | Anvers            | De Coninckplein 19          | 51° 13′ 18″ nord, 4° 25′ 12″ est | 6682                | Téléverser                                            |
| (nl) Neogotisch enkelhuis                                                 |                       |                                  | Anvers            | De Coninckplein 20          | 51° 13′ 19″ nord, 4° 25′ 13″ est | 6683                | Téléverser                                            |
| (nl) Pakhuis "Magazijn Elsen"                                             |                       |                                  | Anvers            | De Pretstraat 5             | 51° 13′ 46″ nord, 4° 25′ 03″ est | 6721                | Téléverser                                            |
| (nl) "Magazijn Ernest", pakhuis                                           |                       |                                  | Anvers            | De Pretstraat 11            | 51° 13′ 43″ nord, 4° 25′ 03″ est | 6722                | Téléverser                                            |
| (nl) Pakhuis                                                              |                       |                                  | Anvers            | De Waghemakerestraat 34     | 51° 13′ 41″ nord, 4° 24′ 59″ est | 6724                | Téléverser                                            |
| (nl) Pakhuis "La Nationale"                                               |                       |                                  | Anvers            | De Waghemakerestraat 36     | 51° 13′ 41″ nord, 4° 24′ 59″ est | 6725                | Téléverser                                            |
| (nl) Art Nouveau burgerhuis                                               |                       |                                  | Anvers            | De Waghemakerestraat 40     | 51° 13′ 41″ nord, 4° 25′ 00″ est | 6726                | Téléverser                                            |
| (nl) Enkelhuis                                                            |                       |                                  | Anvers            | De Waghemakerestraat 42     | 51° 13′ 42″ nord, 4° 25′ 00″ est | 6727                | Téléverser                                            |
| (nl) "Magazijn Paolo"                                                     |                       |                                  | Anvers            | Duboisstraat 46             | 51° 13′ 43″ nord, 4° 25′ 04″ est | 6748                | Téléverser                                            |
| (nl) Magazijn Alfred                                                      |                       |                                  | Anvers            | Duboisstraat 50             | 51° 13′ 43″ nord, 4° 25′ 06″ est | 6749                | Téléverser                                            |
| (nl) Enkelhuisje                                                          |                       |                                  | Anvers            | Duinstraat 27               | 51° 13′ 20″ nord, 4° 25′ 39″ est | 6750                | Téléverser                                            |
| (nl) "Geelhandplaats", binnenplaats met flatgebouwen                      |                       |                                  | Anvers            | Geelhandplaats 1            | 51° 13′ 22″ nord, 4° 25′ 48″ est | 6751                | Téléverser                                            |
| (nl) "Geelhandplaats", binnenplaats met flatgebouwen                      |                       |                                  | Anvers            | Geelhandplaats 2            | 51° 13′ 22″ nord, 4° 25′ 48″ est | 6751                | Téléverser                                            |
| (nl) "Geelhandplaats", binnenplaats met flatgebouwen                      |                       |                                  | Anvers            | Geelhandplaats 3            | 51° 13′ 22″ nord, 4° 25′ 48″ est | 6751                | Téléverser                                            |
| (nl) "Geelhandplaats", binnenplaats met flatgebouwen                      |                       |                                  | Anvers            | Geelhandplaats 4            | 51° 13′ 22″ nord, 4° 25′ 48″ est | 6751                | Téléverser                                            |
| (nl) "Geelhandplaats", binnenplaats met flatgebouwen                      |                       |                                  | Anvers            | Geelhandplaats 5            | 51° 13′ 22″ nord, 4° 25′ 48″ est | 6751                | Téléverser                                            |
| (nl) "Geelhandplaats", binnenplaats met flatgebouwen                      |                       |                                  | Anvers            | Geelhandplaats 6            | 51° 13′ 22″ nord, 4° 25′ 48″ est | 6751                | Téléverser                                            |
| (nl) "Geelhandplaats", binnenplaats met flatgebouwen                      |                       |                                  | Anvers            | Geelhandplaats 7            | 51° 13′ 22″ nord, 4° 25′ 48″ est | 6751                | Téléverser                                            |
| (nl) "Geelhandplaats", binnenplaats met flatgebouwen                      |                       |                                  | Anvers            | Geelhandplaats 8            | 51° 13′ 22″ nord, 4° 25′ 48″ est | 6751                | Téléverser                                            |
| (nl) "Geelhandplaats", binnenplaats met flatgebouwen                      |                       |                                  | Anvers            | Geelhandplaats 9            | 51° 13′ 22″ nord, 4° 25′ 48″ est | 6751                | Téléverser                                            |
| (nl) "Geelhandplaats", binnenplaats met flatgebouwen                      |                       |                                  | Anvers            | Geelhandplaats 10           | 51° 13′ 22″ nord, 4° 25′ 48″ est | 6751                | Téléverser                                            |
| (nl) "Geelhandplaats", binnenplaats met flatgebouwen                      |                       |                                  | Anvers            | Geelhandplaats 11           | 51° 13′ 22″ nord, 4° 25′ 48″ est | 6751                | Téléverser                                            |
| (nl) "Geelhandplaats", binnenplaats met flatgebouwen                      |                       |                                  | Anvers            | Geelhandplaats 12           | 51° 13′ 22″ nord, 4° 25′ 48″ est | 6751                | Téléverser                                            |
| (nl) "Geelhandplaats", binnenplaats met flatgebouwen                      |                       |                                  | Anvers            | Geelhandplaats 13           | 51° 13′ 22″ nord, 4° 25′ 48″ est | 6751                | Téléverser                                            |
| (nl) "Geelhandplaats", binnenplaats met flatgebouwen                      |                       |                                  | Anvers            | Geelhandplaats 14           | 51° 13′ 22″ nord, 4° 25′ 48″ est | 6751                | Téléverser                                            |
| (nl) "Geelhandplaats", binnenplaats met flatgebouwen                      |                       |                                  | Anvers            | Geelhandplaats 15           | 51° 13′ 22″ nord, 4° 25′ 48″ est | 6751                | Téléverser                                            |
| (nl) "Geelhandplaats", binnenplaats met flatgebouwen                      |                       |                                  | Anvers            | Geelhandplaats 16           | 51° 13′ 22″ nord, 4° 25′ 48″ est | 6751                | Téléverser                                            |
| (nl) "Geelhandplaats", binnenplaats met flatgebouwen                      |                       |                                  | Anvers            | Geelhandplaats 17           | 51° 13′ 22″ nord, 4° 25′ 48″ est | 6751                | Téléverser                                            |
| (nl) "Geelhandplaats", binnenplaats met flatgebouwen                      |                       |                                  | Anvers            | Geelhandplaats 18           | 51° 13′ 22″ nord, 4° 25′ 48″ est | 6751                | Téléverser                                            |
| (nl) "Geelhandplaats", binnenplaats met flatgebouwen                      |                       |                                  | Anvers            | Geelhandplaats 19           | 51° 13′ 22″ nord, 4° 25′ 48″ est | 6751                | Téléverser                                            |
| (nl) "Geelhandplaats", binnenplaats met flatgebouwen                      |                       |                                  | Anvers            | Geelhandplaats 20           | 51° 13′ 22″ nord, 4° 25′ 48″ est | 6751                | Téléverser                                            |
| (nl) "Geelhandplaats", binnenplaats met flatgebouwen                      |                       |                                  | Anvers            | Geelhandplaats 21           | 51° 13′ 22″ nord, 4° 25′ 48″ est | 6751                | Téléverser                                            |
| (nl) "Geelhandplaats", binnenplaats met flatgebouwen                      |                       |                                  | Anvers            | Geelhandplaats 22           | 51° 13′ 22″ nord, 4° 25′ 48″ est | 6751                | Téléverser                                            |
| (nl) "Geelhandplaats", binnenplaats met flatgebouwen                      |                       |                                  | Anvers            | Geelhandplaats 23           | 51° 13′ 22″ nord, 4° 25′ 48″ est | 6751                | Téléverser                                            |
| (nl) "Geelhandplaats", binnenplaats met flatgebouwen                      |                       |                                  | Anvers            | Geelhandplaats 24           | 51° 13′ 22″ nord, 4° 25′ 48″ est | 6751                | Téléverser                                            |
| (nl) "Geelhandplaats", binnenplaats met flatgebouwen                      |                       |                                  | Anvers            | Geelhandplaats 25           | 51° 13′ 22″ nord, 4° 25′ 48″ est | 6751                | Téléverser                                            |
| (nl) "Geelhandplaats", binnenplaats met flatgebouwen                      |                       |                                  | Anvers            | Geelhandplaats 26           | 51° 13′ 22″ nord, 4° 25′ 48″ est | 6751                | Téléverser                                            |
| (nl) "Geelhandplaats", binnenplaats met flatgebouwen                      |                       |                                  | Anvers            | Geelhandplaats 27           | 51° 13′ 22″ nord, 4° 25′ 48″ est | 6751                | Téléverser                                            |
| (nl) "Geelhandplaats", binnenplaats met flatgebouwen                      |                       |                                  | Anvers            | Geelhandplaats 28           | 51° 13′ 22″ nord, 4° 25′ 48″ est | 6751                | Téléverser                                            |
| (nl) Neoclassicistische stadsschool                                       |                       |                                  | Anvers            | Duinstraat 16               | 51° 13′ 19″ nord, 4° 25′ 38″ est | 6752                | Téléverser                                            |
| (nl) Steeg met arbeidershuizen                                            |                       |                                  | Anvers            | Duinsteeg 1A                | 51° 13′ 19″ nord, 4° 25′ 50″ est | 6753                | Téléverser                                            |
| (nl) Steeg met arbeidershuizen                                            |                       |                                  | Anvers            | Duinsteeg 2                 | 51° 13′ 19″ nord, 4° 25′ 50″ est | 6753                | Téléverser                                            |
| (nl) Steeg met arbeidershuizen                                            |                       |                                  | Anvers            | Duinsteeg 3                 | 51° 13′ 19″ nord, 4° 25′ 50″ est | 6753                | Téléverser                                            |
| (nl) Steeg met arbeidershuizen                                            |                       |                                  | Anvers            | Duinsteeg 4                 | 51° 13′ 19″ nord, 4° 25′ 50″ est | 6753                | Téléverser                                            |
| (nl) Steeg met arbeidershuizen                                            |                       |                                  | Anvers            | Duinsteeg 5                 | 51° 13′ 19″ nord, 4° 25′ 50″ est | 6753                | Téléverser                                            |
| (nl) Steeg met arbeidershuizen                                            |                       |                                  | Anvers            | Duinsteeg 6                 | 51° 13′ 19″ nord, 4° 25′ 50″ est | 6753                | Téléverser                                            |
| (nl) Steeg met arbeidershuizen                                            |                       |                                  | Anvers            | Duinsteeg 7                 | 51° 13′ 19″ nord, 4° 25′ 50″ est | 6753                | Téléverser                                            |
| (nl) Steeg met arbeidershuizen                                            |                       |                                  | Anvers            | Duinsteeg 8                 | 51° 13′ 19″ nord, 4° 25′ 50″ est | 6753                | Téléverser                                            |
| (nl) Steeg met arbeidershuizen                                            |                       |                                  | Anvers            | Duinsteeg 9                 | 51° 13′ 19″ nord, 4° 25′ 50″ est | 6753                | Téléverser                                            |
| (nl) Steeg met arbeidershuizen                                            |                       |                                  | Anvers            | Duinsteeg 10                | 51° 13′ 19″ nord, 4° 25′ 50″ est | 6753                | Téléverser                                            |
| (nl) Steeg met arbeidershuizen                                            |                       |                                  | Anvers            | Duinsteeg 11                | 51° 13′ 19″ nord, 4° 25′ 50″ est | 6753                | Téléverser                                            |
| (nl) Steeg met arbeidershuizen                                            |                       |                                  | Anvers            | Duinsteeg 12                | 51° 13′ 19″ nord, 4° 25′ 50″ est | 6753                | Téléverser                                            |
| (nl) Steeg met arbeidershuizen                                            |                       |                                  | Anvers            | Duinsteeg 13                | 51° 13′ 19″ nord, 4° 25′ 50″ est | 6753                | Téléverser                                            |
| (nl) Steeg met arbeidershuizen                                            |                       |                                  | Anvers            | Duinsteeg 14                | 51° 13′ 19″ nord, 4° 25′ 50″ est | 6753                | Téléverser                                            |
| (nl) Steeg met arbeidershuizen                                            |                       |                                  | Anvers            | Duinsteeg 15                | 51° 13′ 19″ nord, 4° 25′ 50″ est | 6753                | Téléverser                                            |
| (nl) Steeg met arbeidershuizen                                            |                       |                                  | Anvers            | Duinsteeg 16                | 51° 13′ 19″ nord, 4° 25′ 50″ est | 6753                | Téléverser                                            |
| (nl) Steeg met arbeidershuizen                                            |                       |                                  | Anvers            | Duinsteeg 17                | 51° 13′ 19″ nord, 4° 25′ 50″ est | 6753                | Téléverser                                            |
| (nl) Steeg met arbeidershuizen                                            |                       |                                  | Anvers            | Duinsteeg 18                | 51° 13′ 19″ nord, 4° 25′ 50″ est | 6753                | Téléverser                                            |
| (nl) Steeg met arbeidershuizen                                            |                       |                                  | Anvers            | Duinsteeg 19                | 51° 13′ 19″ nord, 4° 25′ 50″ est | 6753                | Téléverser                                            |
| (nl) Steeg met arbeidershuizen                                            |                       |                                  | Anvers            | Duinsteeg 20                | 51° 13′ 19″ nord, 4° 25′ 50″ est | 6753                | Téléverser                                            |
| (nl) Steeg met arbeidershuizen                                            |                       |                                  | Anvers            | Duinsteeg 21                | 51° 13′ 19″ nord, 4° 25′ 50″ est | 6753                | Téléverser                                            |
| (nl) Steeg met arbeidershuizen                                            |                       |                                  | Anvers            | Duinsteeg 22                | 51° 13′ 19″ nord, 4° 25′ 50″ est | 6753                | Téléverser                                            |
| (nl) Steeg met arbeidershuizen                                            |                       |                                  | Anvers            | Duinsteeg 23                | 51° 13′ 19″ nord, 4° 25′ 50″ est | 6753                | Téléverser                                            |
| (nl) Steeg met arbeidershuizen                                            |                       |                                  | Anvers            | Duinsteeg 24                | 51° 13′ 19″ nord, 4° 25′ 50″ est | 6753                | Téléverser                                            |
| (nl) Steeg met arbeidershuizen                                            |                       |                                  | Anvers            | Duinsteeg 25                | 51° 13′ 19″ nord, 4° 25′ 50″ est | 6753                | Téléverser                                            |
| (nl) Steeg met arbeidershuizen                                            |                       |                                  | Anvers            | Duinsteeg 26                | 51° 13′ 19″ nord, 4° 25′ 50″ est | 6753                | Téléverser                                            |
| (nl) Art Nouveau enkelhuizen                                              |                       |                                  | Anvers            | Ellermanstraat 48           | 51° 13′ 46″ nord, 4° 25′ 05″ est | 6756                | Téléverser                                            |
| (nl) Art Nouveau enkelhuizen                                              |                       |                                  | Anvers            | Ellermanstraat 50           | 51° 13′ 46″ nord, 4° 25′ 05″ est | 6756                | Téléverser                                            |
| (nl) Hoekpand                                                             |                       |                                  | Anvers            | Ellermanstraat 58           | 51° 13′ 47″ nord, 4° 25′ 07″ est | 6757                | Téléverser                                            |
| (nl) Stedelijke Kindertuin "Anno 1885"                                    |                       |                                  | Anvers            | Everaertsstraat 47          | 51° 13′ 38″ nord, 4° 25′ 26″ est | 6758                | Téléverser                                            |
| (nl) Lagere School van het Technisch Instituut Sint-Maria                 |                       |                                  | Anvers            | Everaertsstraat 97          | 51° 13′ 39″ nord, 4° 25′ 37″ est | 6759                | Téléverser                                            |
| (nl) Lagere School van het Technisch Instituut Sint-Maria                 |                       |                                  | Anvers            | Everaertsstraat 99          | 51° 13′ 39″ nord, 4° 25′ 37″ est | 6759                | Téléverser                                            |
| (nl) Magazijn bij "S.A. John Martin Ltd. British beer importer & bottler" |                       |                                  | Anvers            | Everaertsstraat 101         | 51° 13′ 40″ nord, 4° 25′ 38″ est | 6760                | Téléverser                                            |
| (nl) Magazijn bij "S.A. John Martin Ltd. British beer importer & bottler" |                       |                                  | Anvers            | Everaertsstraat 103         | 51° 13′ 40″ nord, 4° 25′ 38″ est | 6760                | Téléverser                                            |
| (nl) Parochiale meisjesschool Sint-Amandus                                |                       |                                  | Anvers            | Sint-Amandusstraat 3        | 51° 13′ 37″ nord, 4° 25′ 27″ est | 6761                | Téléverser                                            |
| (nl) Eenheidsbebouwing van vier enkelhuizen                               |                       |                                  | Anvers            | Familiestraat 14            | 51° 13′ 34″ nord, 4° 26′ 00″ est | 6762                | Téléverser                                            |
| (nl) Eenheidsbebouwing van vier enkelhuizen                               |                       |                                  | Anvers            | Familiestraat 16            | 51° 13′ 34″ nord, 4° 26′ 00″ est | 6762                | Téléverser                                            |
| (nl) Eenheidsbebouwing van vier enkelhuizen                               |                       |                                  | Anvers            | Familiestraat 18            | 51° 13′ 34″ nord, 4° 26′ 00″ est | 6762                | Téléverser                                            |
| (nl) Eenheidsbebouwing van vier enkelhuizen                               |                       |                                  | Anvers            | Familiestraat 20            | 51° 13′ 34″ nord, 4° 26′ 00″ est | 6762                | Téléverser                                            |
| (nl) Enkelhuizen                                                          |                       |                                  | Anvers            | Filomenastraat 11           | 51° 12′ 22″ nord, 4° 25′ 46″ est | 6763                | Téléverser                                            |
| (nl) Enkelhuizen                                                          |                       |                                  | Anvers            | Filomenastraat 15           | 51° 12′ 22″ nord, 4° 25′ 46″ est | 6763                | Téléverser                                            |
| (nl) Enkelhuizen                                                          |                       |                                  | Anvers            | Filomenastraat 17           | 51° 12′ 22″ nord, 4° 25′ 46″ est | 6763                | Téléverser                                            |
| (nl) Enkelhuizen                                                          |                       |                                  | Anvers            | Filomenastraat 23           | 51° 12′ 22″ nord, 4° 25′ 46″ est | 6763                | Téléverser                                            |
| (nl) Neoclassicistische enkelhuizen                                       |                       |                                  | Anvers            | Filomenastraat 4            | 51° 12′ 24″ nord, 4° 25′ 46″ est | 6764                | Téléverser                                            |
| (nl) Neoclassicistische enkelhuizen                                       |                       |                                  | Anvers            | Filomenastraat 6            | 51° 12′ 24″ nord, 4° 25′ 46″ est | 6764                | Téléverser                                            |
| (nl) Eenheidsbebouwing van enkelhuizen                                    |                       |                                  | Anvers            | Filomenastraat 8            | 51° 12′ 23″ nord, 4° 25′ 44″ est | 6765                | Téléverser                                            |
| (nl) Eenheidsbebouwing van enkelhuizen                                    |                       |                                  | Anvers            | Filomenastraat 10           | 51° 12′ 23″ nord, 4° 25′ 44″ est | 6765                | Téléverser                                            |
| (nl) Eenheidsbebouwing van enkelhuizen                                    |                       |                                  | Anvers            | Filomenastraat 12           | 51° 12′ 23″ nord, 4° 25′ 44″ est | 6765                | Téléverser                                            |
| (nl) Eenheidsbebouwing van enkelhuizen                                    |                       |                                  | Anvers            | Filomenastraat 14           | 51° 12′ 23″ nord, 4° 25′ 44″ est | 6765                | Téléverser                                            |
| (nl) Eenheidsbebouwing van enkelhuizen                                    |                       |                                  | Anvers            | Filomenastraat 16           | 51° 12′ 23″ nord, 4° 25′ 44″ est | 6765                | Téléverser                                            |
| (nl) Eenheidsbebouwing van enkelhuizen                                    |                       |                                  | Anvers            | Filomenastraat 18           | 51° 12′ 23″ nord, 4° 25′ 44″ est | 6765                | Téléverser                                            |
| (nl) Eenheidsbebouwing van enkelhuizen                                    |                       |                                  | Anvers            | Filomenastraat 20           | 51° 12′ 23″ nord, 4° 25′ 44″ est | 6765                | Téléverser                                            |
| (nl) Eenheidsbebouwing van enkelhuizen                                    |                       |                                  | Anvers            | Filomenastraat 22           | 51° 12′ 23″ nord, 4° 25′ 44″ est | 6765                | Téléverser                                            |
| (nl) Enkelhuis                                                            | Oui                   |                                  | Anvers            | Filomenastraat 24           | 51° 12′ 22″ nord, 4° 25′ 44″ est | 6766                | (nl) Enkelhuis                                        |
| (nl) "Koninklijk Atheneum"                                                | Oui                   |                                  | Anvers            | Franklin Rooseveltplaats 11 | 51° 13′ 13″ nord, 4° 25′ 06″ est | 6771                | Téléverser                                            |
| (nl) Enkelhuis                                                            |                       |                                  | Anvers            | Fuggerstraat 16             | 51° 13′ 45″ nord, 4° 25′ 06″ est | 6787                | Téléverser                                            |
| (nl) Enkelhuis                                                            |                       |                                  | Anvers            | Geulincxstraat 23           | 51° 13′ 38″ nord, 4° 24′ 57″ est | 6794                | Téléverser                                            |
| (nl) Enkelhuis                                                            |                       |                                  | Anvers            | Greinstraat 79              | 51° 13′ 15″ nord, 4° 25′ 32″ est | 6800                | Téléverser                                            |
| (nl) Twee watertorens                                                     | Oui                   |                                  | Anvers            | Halenstraat                 | 51° 13′ 38″ nord, 4° 26′ 10″ est | 6832                | Téléverser                                            |
| (nl) Brandweerkazerne                                                     | Oui                   |                                  | Anvers            | Halenstraat 81              | 51° 13′ 40″ nord, 4° 25′ 53″ est | 6833                | (nl) Brandweerkazerne                                 |
| (nl) Sociale woningen                                                     |                       |                                  | Anvers            | Halenstraat 61              | 51° 13′ 40″ nord, 4° 26′ 04″ est | 6834                | Téléverser                                            |
| (nl) Sociale woningen                                                     |                       |                                  | Anvers            | Halenstraat 63              | 51° 13′ 40″ nord, 4° 26′ 04″ est | 6834                | Téléverser                                            |
| (nl) Sociale woningen                                                     |                       |                                  | Anvers            | Halenstraat 65              | 51° 13′ 40″ nord, 4° 26′ 04″ est | 6834                | Téléverser                                            |
| (nl) Sociale woningen                                                     |                       |                                  | Anvers            | Halenstraat 67              | 51° 13′ 40″ nord, 4° 26′ 04″ est | 6834                | Téléverser                                            |
| (nl) Sociale woningen                                                     |                       |                                  | Anvers            | Halenstraat 69              | 51° 13′ 40″ nord, 4° 26′ 04″ est | 6834                | Téléverser                                            |
| (nl) Sociale woningen                                                     |                       |                                  | Anvers            | Halenstraat 71              | 51° 13′ 40″ nord, 4° 26′ 04″ est | 6834                | Téléverser                                            |
| (nl) Handelssteeg                                                         |                       |                                  | Anvers            | Handelsteeg 1               | 51° 13′ 26″ nord, 4° 25′ 49″ est | 6835                | Téléverser                                            |
| (nl) Handelssteeg                                                         |                       |                                  | Anvers            | Handelsteeg 2               | 51° 13′ 26″ nord, 4° 25′ 49″ est | 6835                | Téléverser                                            |
| (nl) Handelssteeg                                                         |                       |                                  | Anvers            | Handelsteeg 3               | 51° 13′ 26″ nord, 4° 25′ 49″ est | 6835                | Téléverser                                            |
| (nl) Handelssteeg                                                         |                       |                                  | Anvers            | Handelsteeg 4               | 51° 13′ 26″ nord, 4° 25′ 49″ est | 6835                | Téléverser                                            |
| (nl) Handelssteeg                                                         |                       |                                  | Anvers            | Handelsteeg 6               | 51° 13′ 26″ nord, 4° 25′ 49″ est | 6835                | Téléverser                                            |
| (nl) Handelssteeg                                                         |                       |                                  | Anvers            | Handelsteeg 10              | 51° 13′ 26″ nord, 4° 25′ 49″ est | 6835                | Téléverser                                            |
| (nl) Handelssteeg                                                         |                       |                                  | Anvers            | Handelsteeg 12              | 51° 13′ 26″ nord, 4° 25′ 49″ est | 6835                | Téléverser                                            |
| (nl) Handelssteeg                                                         |                       |                                  | Anvers            | Handelsteeg 15              | 51° 13′ 26″ nord, 4° 25′ 49″ est | 6835                | Téléverser                                            |
| (nl) Handelssteeg                                                         |                       |                                  | Anvers            | Handelsteeg 20              | 51° 13′ 26″ nord, 4° 25′ 49″ est | 6835                | Téléverser                                            |
| (nl) Handelssteeg                                                         |                       |                                  | Anvers            | Handelsteeg 21              | 51° 13′ 26″ nord, 4° 25′ 49″ est | 6835                | Téléverser                                            |
| (nl) Handelssteeg                                                         |                       |                                  | Anvers            | Handelsteeg 24              | 51° 13′ 26″ nord, 4° 25′ 49″ est | 6835                | Téléverser                                            |
| (nl) Handelssteeg                                                         |                       |                                  | Anvers            | Handelsteeg 27              | 51° 13′ 26″ nord, 4° 25′ 49″ est | 6835                | Téléverser                                            |
| (nl) Handelssteeg                                                         |                       |                                  | Anvers            | Handelsteeg 30              | 51° 13′ 26″ nord, 4° 25′ 49″ est | 6835                | Téléverser                                            |
| (nl) Handelssteeg                                                         |                       |                                  | Anvers            | Handelsteeg 32              | 51° 13′ 26″ nord, 4° 25′ 49″ est | 6835                | Téléverser                                            |
| (nl) Handelssteeg                                                         |                       |                                  | Anvers            | Handelsteeg 34              | 51° 13′ 26″ nord, 4° 25′ 49″ est | 6835                | Téléverser                                            |
| (nl) Handelssteeg                                                         |                       |                                  | Anvers            | Handelsteeg 36              | 51° 13′ 26″ nord, 4° 25′ 49″ est | 6835                | Téléverser                                            |
| (nl) Handelssteeg                                                         |                       |                                  | Anvers            | Handelsteeg 37              | 51° 13′ 26″ nord, 4° 25′ 49″ est | 6835                | Téléverser                                            |
| (nl) Handelssteeg                                                         |                       |                                  | Anvers            | Handelsteeg 38              | 51° 13′ 26″ nord, 4° 25′ 49″ est | 6835                | Téléverser                                            |
| (nl) "Burgerwelzijn", binnenplaats met enkelhuizen                        |                       |                                  | Anvers            | Burgerwelzijn 1             | 51° 13′ 22″ nord, 4° 25′ 43″ est | 6836                | Téléverser                                            |
| (nl) "Burgerwelzijn", binnenplaats met enkelhuizen                        |                       |                                  | Anvers            | Burgerwelzijn 2             | 51° 13′ 22″ nord, 4° 25′ 43″ est | 6836                | Téléverser                                            |
| (nl) "Burgerwelzijn", binnenplaats met enkelhuizen                        |                       |                                  | Anvers            | Burgerwelzijn 3             | 51° 13′ 22″ nord, 4° 25′ 43″ est | 6836                | Téléverser                                            |
| (nl) "Burgerwelzijn", binnenplaats met enkelhuizen                        |                       |                                  | Anvers            | Burgerwelzijn 4             | 51° 13′ 22″ nord, 4° 25′ 43″ est | 6836                | Téléverser                                            |
| (nl) "Burgerwelzijn", binnenplaats met enkelhuizen                        |                       |                                  | Anvers            | Burgerwelzijn 5             | 51° 13′ 22″ nord, 4° 25′ 43″ est | 6836                | Téléverser                                            |
| (nl) "Burgerwelzijn", binnenplaats met enkelhuizen                        |                       |                                  | Anvers            | Burgerwelzijn 6             | 51° 13′ 22″ nord, 4° 25′ 43″ est | 6836                | Téléverser                                            |
| (nl) "Burgerwelzijn", binnenplaats met enkelhuizen                        |                       |                                  | Anvers            | Burgerwelzijn 7             | 51° 13′ 22″ nord, 4° 25′ 43″ est | 6836                | Téléverser                                            |
| (nl) "Burgerwelzijn", binnenplaats met enkelhuizen                        |                       |                                  | Anvers            | Burgerwelzijn 8             | 51° 13′ 22″ nord, 4° 25′ 43″ est | 6836                | Téléverser                                            |
| (nl) "Burgerwelzijn", binnenplaats met enkelhuizen                        |                       |                                  | Anvers            | Burgerwelzijn 9             | 51° 13′ 22″ nord, 4° 25′ 43″ est | 6836                | Téléverser                                            |
| (nl) "Burgerwelzijn", binnenplaats met enkelhuizen                        |                       |                                  | Anvers            | Burgerwelzijn 10            | 51° 13′ 22″ nord, 4° 25′ 43″ est | 6836                | Téléverser                                            |
| (nl) "Burgerwelzijn", binnenplaats met enkelhuizen                        |                       |                                  | Anvers            | Burgerwelzijn 11            | 51° 13′ 22″ nord, 4° 25′ 43″ est | 6836                | Téléverser                                            |
| (nl) "Burgerwelzijn", binnenplaats met enkelhuizen                        |                       |                                  | Anvers            | Burgerwelzijn 12            | 51° 13′ 22″ nord, 4° 25′ 43″ est | 6836                | Téléverser                                            |
| (nl) "Burgerwelzijn", binnenplaats met enkelhuizen                        |                       |                                  | Anvers            | Burgerwelzijn 13            | 51° 13′ 22″ nord, 4° 25′ 43″ est | 6836                | Téléverser                                            |
| (nl) "Burgerwelzijn", binnenplaats met enkelhuizen                        |                       |                                  | Anvers            | Burgerwelzijn 14            | 51° 13′ 22″ nord, 4° 25′ 43″ est | 6836                | Téléverser                                            |
| (nl) "Burgerwelzijn", binnenplaats met enkelhuizen                        |                       |                                  | Anvers            | Burgerwelzijn 15            | 51° 13′ 22″ nord, 4° 25′ 43″ est | 6836                | Téléverser                                            |
| (nl) "Burgerwelzijn", binnenplaats met enkelhuizen                        |                       |                                  | Anvers            | Burgerwelzijn 16            | 51° 13′ 22″ nord, 4° 25′ 43″ est | 6836                | Téléverser                                            |
| (nl) "Burgerwelzijn", binnenplaats met enkelhuizen                        |                       |                                  | Anvers            | Burgerwelzijn 17            | 51° 13′ 22″ nord, 4° 25′ 43″ est | 6836                | Téléverser                                            |
| (nl) "Burgerwelzijn", binnenplaats met enkelhuizen                        |                       |                                  | Anvers            | Burgerwelzijn 18            | 51° 13′ 22″ nord, 4° 25′ 43″ est | 6836                | Téléverser                                            |
| (nl) "Burgerwelzijn", binnenplaats met enkelhuizen                        |                       |                                  | Anvers            | Burgerwelzijn 19            | 51° 13′ 22″ nord, 4° 25′ 43″ est | 6836                | Téléverser                                            |
| (nl) "Burgerwelzijn", binnenplaats met enkelhuizen                        |                       |                                  | Anvers            | Burgerwelzijn 20            | 51° 13′ 22″ nord, 4° 25′ 43″ est | 6836                | Téléverser                                            |
| (nl) "Burgerwelzijn", binnenplaats met enkelhuizen                        |                       |                                  | Anvers            | Burgerwelzijn 21            | 51° 13′ 22″ nord, 4° 25′ 43″ est | 6836                | Téléverser                                            |
| (nl) "Burgerwelzijn", binnenplaats met enkelhuizen                        |                       |                                  | Anvers            | Burgerwelzijn 22            | 51° 13′ 22″ nord, 4° 25′ 43″ est | 6836                | Téléverser                                            |
| (nl) "Burgerwelzijn", binnenplaats met enkelhuizen                        |                       |                                  | Anvers            | Burgerwelzijn 23            | 51° 13′ 22″ nord, 4° 25′ 43″ est | 6836                | Téléverser                                            |
| (nl) "Burgerwelzijn", binnenplaats met enkelhuizen                        |                       |                                  | Anvers            | Burgerwelzijn 24            | 51° 13′ 22″ nord, 4° 25′ 43″ est | 6836                | Téléverser                                            |
| (nl) "Burgerwelzijn", binnenplaats met enkelhuizen                        |                       |                                  | Anvers            | Burgerwelzijn 25            | 51° 13′ 22″ nord, 4° 25′ 43″ est | 6836                | Téléverser                                            |
| (nl) "Burgerwelzijn", binnenplaats met enkelhuizen                        |                       |                                  | Anvers            | Burgerwelzijn 26            | 51° 13′ 22″ nord, 4° 25′ 43″ est | 6836                | Téléverser                                            |
| (nl) "Burgerwelzijn", binnenplaats met enkelhuizen                        |                       |                                  | Anvers            | Burgerwelzijn 27            | 51° 13′ 22″ nord, 4° 25′ 43″ est | 6836                | Téléverser                                            |
| (nl) "Burgerwelzijn", binnenplaats met enkelhuizen                        |                       |                                  | Anvers            | Burgerwelzijn 28            | 51° 13′ 22″ nord, 4° 25′ 43″ est | 6836                | Téléverser                                            |
| (nl) Arbeidershuizen in spiegelbeeld                                      |                       |                                  | Anvers            | Herderinstraat 10           | 51° 13′ 23″ nord, 4° 25′ 44″ est | 6875                | Téléverser                                            |
| (nl) Arbeidershuizen in spiegelbeeld                                      |                       |                                  | Anvers            | Herderinstraat 12           | 51° 13′ 23″ nord, 4° 25′ 44″ est | 6875                | Téléverser                                            |
| (nl) Arbeidershuizen in spiegelbeeld                                      |                       |                                  | Anvers            | Herderinstraat 14           | 51° 13′ 23″ nord, 4° 25′ 44″ est | 6875                | Téléverser                                            |
| (nl) Arbeidershuizen in spiegelbeeld                                      |                       |                                  | Anvers            | Herderinstraat 16           | 51° 13′ 23″ nord, 4° 25′ 44″ est | 6875                | Téléverser                                            |
| (nl) Arbeidershuizen in spiegelbeeld                                      |                       |                                  | Anvers            | Herderinstraat 18           | 51° 13′ 23″ nord, 4° 25′ 44″ est | 6875                | Téléverser                                            |
| (nl) Arbeidershuizen in spiegelbeeld                                      |                       |                                  | Anvers            | Herderinstraat 20           | 51° 13′ 23″ nord, 4° 25′ 44″ est | 6875                | Téléverser                                            |
| (nl) Arbeidershuizen in spiegelbeeld                                      |                       |                                  | Anvers            | Herderinstraat 22           | 51° 13′ 23″ nord, 4° 25′ 44″ est | 6875                | Téléverser                                            |
| (nl) Arbeidershuizen in spiegelbeeld                                      |                       |                                  | Anvers            | Herderinstraat 24           | 51° 13′ 23″ nord, 4° 25′ 44″ est | 6875                | Téléverser                                            |
| (nl) Arbeidershuizen in spiegelbeeld                                      |                       |                                  | Anvers            | Herderinstraat 26           | 51° 13′ 23″ nord, 4° 25′ 44″ est | 6875                | Téléverser                                            |
| (nl) Twee identieke enkelhuizen                                           |                       |                                  | Anvers            | Hollandstraat 30            | 51° 13′ 26″ nord, 4° 25′ 10″ est | 6882                | Téléverser                                            |
| (nl) Twee identieke enkelhuizen                                           |                       |                                  | Anvers            | Hollandstraat 32            | 51° 13′ 26″ nord, 4° 25′ 10″ est | 6882                | Téléverser                                            |
| (nl) Enkelhuis in neorenaissancestijl                                     |                       |                                  | Anvers            | Italiëlei 41                | 51° 13′ 42″ nord, 4° 24′ 52″ est | 6896                | Téléverser                                            |
| (nl) Neoclassicistisch enkelhuis                                          |                       |                                  | Anvers            | Italiëlei 67                | 51° 13′ 38″ nord, 4° 24′ 54″ est | 6897                | Téléverser                                            |
| (nl) Enkelhuis                                                            |                       |                                  | Anvers            | Italiëlei 177               | 51° 13′ 24″ nord, 4° 25′ 00″ est | 6898                | Téléverser                                            |
| (nl) Eclectisch herenhuis                                                 |                       |                                  | Anvers            | Italiëlei 179               | 51° 13′ 23″ nord, 4° 25′ 00″ est | 6899                | Téléverser                                            |
| (nl) Parochiekerk Sint-Willibrordus                                       | Oui                   |                                  | Anvers            | Kerkstraat 89               | 51° 13′ 11″ nord, 4° 25′ 56″ est | 6993                | (nl) Parochiekerk Sint-Willibrordus                   |
| (nl) Rijhuis                                                              |                       |                                  | Anvers            | Kerkstraat 13               | 51° 13′ 04″ nord, 4° 25′ 42″ est | 6994                | Téléverser                                            |
| (nl) Burgerhuis                                                           |                       |                                  | Anvers            | Kerkstraat 69               | 51° 13′ 08″ nord, 4° 25′ 49″ est | 6995                | Téléverser                                            |
| (nl) Herenhuis                                                            |                       |                                  | Anvers            | Kerkstraat 161              | 51° 13′ 11″ nord, 4° 26′ 06″ est | 6996                | Téléverser                                            |
| (nl) Woon- en winkelhuis                                                  |                       |                                  | Anvers            | Kerkstraat 167              | 51° 13′ 11″ nord, 4° 26′ 07″ est | 6997                | Téléverser                                            |
| (nl) Art Deco enkelhuis                                                   |                       |                                  | Anvers            | Kerkstraat 171              | 51° 13′ 11″ nord, 4° 26′ 07″ est | 6998                | Téléverser                                            |
| (nl) Neoclassicistisch dubbelhuis                                         | Oui                   |                                  | Anvers            | Kerkstraat 32               | 51° 13′ 04″ nord, 4° 25′ 47″ est | 6999                | Téléverser                                            |
| (nl) Dubbelhuis                                                           |                       |                                  | Anvers            | Kerkstraat 42               | 51° 13′ 05″ nord, 4° 25′ 48″ est | 7000                | Téléverser                                            |
| (nl) Woon- en winkelhuis                                                  |                       |                                  | Anvers            | Kerkstraat 72               | 51° 13′ 06″ nord, 4° 25′ 52″ est | 7001                | Téléverser                                            |
| (nl) Neoclassicistisch burgerhuis                                         |                       |                                  | Anvers            | Kerkstraat 74               | 51° 13′ 07″ nord, 4° 25′ 53″ est | 7002                | Téléverser                                            |
| (nl) Eenheidsbebouwing van enkelhuizen                                    |                       |                                  | Anvers            | Kerkstraat 120              | 51° 13′ 09″ nord, 4° 26′ 01″ est | 7003                | Téléverser                                            |
| (nl) Eenheidsbebouwing van enkelhuizen                                    |                       |                                  | Anvers            | Kerkstraat 122              | 51° 13′ 09″ nord, 4° 26′ 01″ est | 7003                | Téléverser                                            |
| (nl) Eenheidsbebouwing van enkelhuizen                                    |                       |                                  | Anvers            | Kerkstraat 124              | 51° 13′ 09″ nord, 4° 26′ 01″ est | 7003                | Téléverser                                            |
| (nl) Eenheidsbebouwing van enkelhuizen                                    |                       |                                  | Anvers            | Kerkstraat 126              | 51° 13′ 09″ nord, 4° 26′ 01″ est | 7003                | Téléverser                                            |
| (nl) Eenheidsbebouwing van enkelhuizen                                    |                       |                                  | Anvers            | Kerkstraat 128              | 51° 13′ 09″ nord, 4° 26′ 01″ est | 7003                | Téléverser                                            |
| (nl) Art Nouveau enkelhuis                                                |                       |                                  | Anvers            | Kersbeekstraat 9            | 51° 13′ 16″ nord, 4° 26′ 18″ est | 7006                | Téléverser                                            |
| (nl) Politiebureel                                                        |                       |                                  | Anvers            | Klappeistraat 2             | 51° 13′ 16″ nord, 4° 25′ 44″ est | 7009                | Téléverser                                            |
| (nl) Woning                                                               |                       |                                  | Anvers            | Lange Beeldekensstraat 205  | 51° 13′ 17″ nord, 4° 25′ 51″ est | 7109                | Téléverser                                            |
| (nl) Woning                                                               |                       |                                  | Anvers            | Lange Beeldekensstraat 207  | 51° 13′ 17″ nord, 4° 25′ 51″ est | 7109                | Téléverser                                            |
| (nl) "Neefsteeg", met eenentwintig huisjes                                |                       |                                  | Anvers            | Neefsteeg 1                 | 51° 13′ 18″ nord, 4° 25′ 51″ est | 7110                | Téléverser                                            |
| (nl) "Neefsteeg", met eenentwintig huisjes                                |                       |                                  | Anvers            | Neefsteeg 3                 | 51° 13′ 18″ nord, 4° 25′ 51″ est | 7110                | Téléverser                                            |
| (nl) "Neefsteeg", met eenentwintig huisjes                                |                       |                                  | Anvers            | Neefsteeg 5                 | 51° 13′ 18″ nord, 4° 25′ 51″ est | 7110                | Téléverser                                            |
| (nl) "Neefsteeg", met eenentwintig huisjes                                |                       |                                  | Anvers            | Neefsteeg 7                 | 51° 13′ 18″ nord, 4° 25′ 51″ est | 7110                | Téléverser                                            |
| (nl) "Neefsteeg", met eenentwintig huisjes                                |                       |                                  | Anvers            | Neefsteeg 9                 | 51° 13′ 18″ nord, 4° 25′ 51″ est | 7110                | Téléverser                                            |
| (nl) "Neefsteeg", met eenentwintig huisjes                                |                       |                                  | Anvers            | Neefsteeg 11                | 51° 13′ 18″ nord, 4° 25′ 51″ est | 7110                | Téléverser                                            |
| (nl) "Neefsteeg", met eenentwintig huisjes                                |                       |                                  | Anvers            | Neefsteeg 13                | 51° 13′ 18″ nord, 4° 25′ 51″ est | 7110                | Téléverser                                            |
| (nl) "Neefsteeg", met eenentwintig huisjes                                |                       |                                  | Anvers            | Neefsteeg 15                | 51° 13′ 18″ nord, 4° 25′ 51″ est | 7110                | Téléverser                                            |
| (nl) "Neefsteeg", met eenentwintig huisjes                                |                       |                                  | Anvers            | Neefsteeg 17                | 51° 13′ 18″ nord, 4° 25′ 51″ est | 7110                | Téléverser                                            |
| (nl) "Neefsteeg", met eenentwintig huisjes                                |                       |                                  | Anvers            | Neefsteeg 19                | 51° 13′ 18″ nord, 4° 25′ 51″ est | 7110                | Téléverser                                            |
| (nl) "Neefsteeg", met eenentwintig huisjes                                |                       |                                  | Anvers            | Neefsteeg 21                | 51° 13′ 18″ nord, 4° 25′ 51″ est | 7110                | Téléverser                                            |
| (nl) A.Z. Stuivenberg, ziekenhuis                                         |                       |                                  | Anvers            | Lange Beeldekensstraat 267  | 51° 13′ 24″ nord, 4° 26′ 05″ est | 7112                | Téléverser                                            |
| (nl) Parochiekerk Heilig Hart                                             |                       |                                  | Anvers            | Lange Beeldekensstraat 22   | 51° 13′ 15″ nord, 4° 25′ 20″ est | 7113                | Téléverser                                            |
| (nl) "SILO 15" school                                                     |                       |                                  | Anvers            | Lange Beeldekensstraat 258  | 51° 13′ 18″ nord, 4° 26′ 03″ est | 7114                | Téléverser                                            |
| (nl) Filiaal van de Openbare Bibliotheek van de stad Antwerpen            |                       |                                  | Anvers            | Lange Beeldekensstraat 260  | 51° 13′ 18″ nord, 4° 26′ 03″ est | 7115                | Téléverser                                            |
| (nl) Rijhuis                                                              |                       |                                  | Anvers            | Lange Beeldekensstraat 272  | 51° 13′ 19″ nord, 4° 26′ 07″ est | 7116                | Téléverser                                            |
| (nl) Arbeidershuisjes                                                     |                       |                                  | Anvers            | Lange Dijkstraat 103        | 51° 13′ 47″ nord, 4° 25′ 13″ est | 7117                | Téléverser                                            |
| (nl) Arbeidershuisjes                                                     |                       |                                  | Anvers            | Lange Dijkstraat 105        | 51° 13′ 47″ nord, 4° 25′ 13″ est | 7117                | Téléverser                                            |
| (nl) Arbeidershuisjes                                                     |                       |                                  | Anvers            | Lange Dijkstraat 107        | 51° 13′ 47″ nord, 4° 25′ 13″ est | 7117                | Téléverser                                            |
| (nl) Arbeidershuisjes                                                     |                       |                                  | Anvers            | Lange Dijkstraat 109        | 51° 13′ 47″ nord, 4° 25′ 13″ est | 7117                | Téléverser                                            |
| (nl) Arbeidershuisjes                                                     |                       |                                  | Anvers            | Lange Dijkstraat 111        | 51° 13′ 47″ nord, 4° 25′ 13″ est | 7117                | Téléverser                                            |
| (nl) Magazijnen Sint-Jozef                                                |                       |                                  | Anvers            | Lange Dijkstraat 98         | 51° 13′ 46″ nord, 4° 25′ 14″ est | 7118                | Téléverser                                            |
| (nl) Klooster en kapel van de zusters franciscanessen                     | Oui                   |                                  | Anvers            | Lange Kongostraat 21        | 51° 13′ 25″ nord, 4° 26′ 16″ est | 7129                | (nl) Klooster en kapel van de zusters franciscanessen |
| (nl) Klooster en kapel van de zusters franciscanessen                     | Oui                   |                                  | Anvers            | Pothoekstraat 108           | 51° 13′ 25″ nord, 4° 26′ 16″ est | 7129                | Téléverser                                            |
| (nl) Klooster en kapel van de zusters franciscanessen                     | Oui                   |                                  | Anvers            | Pothoekstraat 110           | 51° 13′ 25″ nord, 4° 26′ 16″ est | 7129                | Téléverser                                            |
| (nl) Hoekhuis                                                             |                       |                                  | Anvers            | Lange Van Bloerstraat 2     | 51° 13′ 14″ nord, 4° 25′ 49″ est | 7202                | Téléverser                                            |
| (nl) Gebouw                                                               |                       |                                  | Anvers            | Lange Zavelstraat 7         | 51° 13′ 27″ nord, 4° 25′ 41″ est | 7222                | Téléverser                                            |
| (nl) Gebouw                                                               |                       |                                  | Anvers            | Lange Zavelstraat 9         | 51° 13′ 27″ nord, 4° 25′ 41″ est | 7222                | Téléverser                                            |
| (nl) Gebouw                                                               |                       |                                  | Anvers            | Lange Zavelstraat 11        | 51° 13′ 27″ nord, 4° 25′ 41″ est | 7222                | Téléverser                                            |
| (nl) Gebouw                                                               |                       |                                  | Anvers            | Lange Zavelstraat 13        | 51° 13′ 27″ nord, 4° 25′ 41″ est | 7222                | Téléverser                                            |
| (nl) Steegbeluik                                                          |                       |                                  | Anvers            | Lange Zavelstraat 57/1      | 51° 13′ 22″ nord, 4° 25′ 40″ est | 7223                | Téléverser                                            |
| (nl) Steegbeluik                                                          |                       |                                  | Anvers            | Lange Zavelstraat 57/2      | 51° 13′ 22″ nord, 4° 25′ 40″ est | 7223                | Téléverser                                            |
| (nl) Steegbeluik                                                          |                       |                                  | Anvers            | Lange Zavelstraat 57/3      | 51° 13′ 22″ nord, 4° 25′ 40″ est | 7223                | Téléverser                                            |
| (nl) Steegbeluik                                                          |                       |                                  | Anvers            | Lange Zavelstraat 57/5      | 51° 13′ 22″ nord, 4° 25′ 40″ est | 7223                | Téléverser                                            |
| (nl) Steegbeluik                                                          |                       |                                  | Anvers            | Lange Zavelstraat 57/6      | 51° 13′ 22″ nord, 4° 25′ 40″ est | 7223                | Téléverser                                            |
| (nl) Steegbeluik                                                          |                       |                                  | Anvers            | Lange Zavelstraat 57/7      | 51° 13′ 22″ nord, 4° 25′ 40″ est | 7223                | Téléverser                                            |
| (nl) Steegbeluik                                                          |                       |                                  | Anvers            | Lange Zavelstraat 57/8      | 51° 13′ 22″ nord, 4° 25′ 40″ est | 7223                | Téléverser                                            |
| (nl) Steegbeluik                                                          |                       |                                  | Anvers            | Lange Zavelstraat 57/9      | 51° 13′ 22″ nord, 4° 25′ 40″ est | 7223                | Téléverser                                            |
| (nl) Steegbeluik                                                          |                       |                                  | Anvers            | Lange Zavelstraat 59        | 51° 13′ 22″ nord, 4° 25′ 40″ est | 7223                | Téléverser                                            |
| (nl) Eenheidsbebouwing in Art Nouveau                                     |                       |                                  | Anvers            | Lovelingstraat 6            | 51° 13′ 14″ nord, 4° 25′ 54″ est | 7244                | Téléverser                                            |
| (nl) Art Nouveau rijhuizen                                                |                       |                                  | Anvers            | Lovelingstraat 56           | 51° 13′ 10″ nord, 4° 25′ 53″ est | 7245                | Téléverser                                            |
| (nl) Art Nouveau rijhuizen                                                |                       |                                  | Anvers            | Lovelingstraat 58           | 51° 13′ 10″ nord, 4° 25′ 53″ est | 7245                | Téléverser                                            |
| (nl) Neoclassicistisch enkelhuis                                          |                       |                                  | Anvers            | Lovelingstraat 60           | 51° 13′ 10″ nord, 4° 25′ 53″ est | 7246                | Téléverser                                            |
| (nl) Art Nouveau enkelhuis                                                |                       |                                  | Anvers            | Lovelingstraat 64           | 51° 13′ 10″ nord, 4° 25′ 53″ est | 7247                | Téléverser                                            |
| (nl) Rij enkelhuisjes                                                     |                       |                                  | Anvers            | Maatsweg 2                  | 51° 13′ 32″ nord, 4° 26′ 14″ est | 7248                | Téléverser                                            |
| (nl) Rij enkelhuisjes                                                     |                       |                                  | Anvers            | Maatsweg 4                  | 51° 13′ 32″ nord, 4° 26′ 14″ est | 7248                | Téléverser                                            |
| (nl) Rij enkelhuisjes                                                     |                       |                                  | Anvers            | Maatsweg 6                  | 51° 13′ 32″ nord, 4° 26′ 14″ est | 7248                | Téléverser                                            |
| (nl) Rij enkelhuisjes                                                     |                       |                                  | Anvers            | Maatsweg 8                  | 51° 13′ 32″ nord, 4° 26′ 14″ est | 7248                | Téléverser                                            |
| (nl) Rij enkelhuisjes                                                     |                       |                                  | Anvers            | Maatsweg 10                 | 51° 13′ 32″ nord, 4° 26′ 14″ est | 7248                | Téléverser                                            |
| (nl) Rij enkelhuisjes                                                     |                       |                                  | Anvers            | Maatsweg 12                 | 51° 13′ 32″ nord, 4° 26′ 14″ est | 7248                | Téléverser                                            |
| (nl) Pakhuis                                                              |                       |                                  | Anvers            | Marnixstraat 30             |                                  | 7308                | Téléverser                                            |
| (nl) Burgerhuis                                                           |                       |                                  | Anvers            | Nachtegaalstraat 35         | 51° 13′ 24″ nord, 4° 25′ 22″ est | 7369                | Téléverser                                            |
| (nl) Twee identieke woningen                                              |                       |                                  | Anvers            | Nachtegaalstraat 45         | 51° 13′ 24″ nord, 4° 25′ 20″ est | 7370                | Téléverser                                            |
| (nl) Twee identieke woningen                                              |                       |                                  | Anvers            | Nachtegaalstraat 47         | 51° 13′ 24″ nord, 4° 25′ 20″ est | 7370                | Téléverser                                            |
| (nl) Doorgang naar elf achterhuizen                                       | Oui                   |                                  | Anvers            | Offerandestraat             | 51° 13′ 16″ nord, 4° 25′ 37″ est | 7382                | Téléverser                                            |
| (nl) Monumentje ter ere van Lode Craeybeckx                               |                       |                                  | Anvers            | Offerandestraat             |                                  | 7383                | Téléverser                                            |
| (nl) Stedelijk Instituut voor Technisch Onderwijs nr. 1                   |                       |                                  | Anvers            | Offerandestraat 19          | 51° 13′ 12″ nord, 4° 25′ 28″ est | 7384                | Téléverser                                            |
| (nl) Eclectisch burgerhuis                                                |                       |                                  | Anvers            | Olijftakstraat 19           | 51° 13′ 27″ nord, 4° 25′ 01″ est | 7385                | Téléverser                                            |
| (nl) Enkelhuis in neotraditionele stijl                                   |                       |                                  | Anvers            | Olijftakstraat 16           | 51° 13′ 25″ nord, 4° 25′ 00″ est | 7386                | Téléverser                                            |
| (nl) Hoekhuizen Familiestraat                                             |                       |                                  | Anvers            | Onderwijsstraat 34          | 51° 13′ 31″ nord, 4° 26′ 05″ est | 7397                | Téléverser                                            |
| (nl) Hoekhuizen Familiestraat                                             |                       |                                  | Anvers            | Onderwijsstraat 36          | 51° 13′ 31″ nord, 4° 26′ 05″ est | 7397                | Téléverser                                            |
| (nl) Rijhuis                                                              |                       |                                  | Anvers            | Oranjestraat 35             | 51° 13′ 40″ nord, 4° 25′ 15″ est | 7409                | Téléverser                                            |
| (nl) Scholengroep                                                         |                       |                                  | Anvers            | Oranjestraat 100            | 51° 13′ 41″ nord, 4° 25′ 26″ est | 7410                | Téléverser                                            |
| (nl) Scholengroep                                                         |                       |                                  | Anvers            | Oranjestraat 102            | 51° 13′ 41″ nord, 4° 25′ 26″ est | 7410                | Téléverser                                            |
| (nl) Scholengroep                                                         |                       |                                  | Anvers            | Oranjestraat 104            | 51° 13′ 41″ nord, 4° 25′ 26″ est | 7410                | Téléverser                                            |
| (nl) Art deco flatgebouwen                                                |                       |                                  | Anvers            | Osystraat 24                | 51° 13′ 20″ nord, 4° 25′ 07″ est | 7413                | Téléverser                                            |
| (nl) Art deco flatgebouwen                                                |                       |                                  | Anvers            | Osystraat 26                | 51° 13′ 20″ nord, 4° 25′ 07″ est | 7413                | Téléverser                                            |
| (nl) Enkelhuis in neo-Vlaamse renaissancestijl                            |                       |                                  | Anvers            | Osystraat 58                | 51° 13′ 23″ nord, 4° 25′ 09″ est | 7414                | Téléverser                                            |
| (nl) "Sint-Henricusgesticht", schoolgebouw                                |                       |                                  | Anvers            | Oudesteenweg 81             | 51° 13′ 37″ nord, 4° 25′ 14″ est | 7421                | Téléverser                                            |
| (nl) Arbeidershuisjes                                                     |                       |                                  | Anvers            | Oudesteenweg 101            | 51° 13′ 38″ nord, 4° 25′ 18″ est | 7423                | Téléverser                                            |
| (nl) Arbeidershuisjes                                                     |                       |                                  | Anvers            | Oudesteenweg 103            | 51° 13′ 38″ nord, 4° 25′ 18″ est | 7423                | Téléverser                                            |
| (nl) Arbeidershuisjes                                                     |                       |                                  | Anvers            | Oudesteenweg 105            | 51° 13′ 38″ nord, 4° 25′ 18″ est | 7423                | Téléverser                                            |
| (nl) Twee rijhuizen                                                       |                       |                                  | Anvers            | Oudesteenweg 14             | 51° 13′ 31″ nord, 4° 25′ 10″ est | 7424                | Téléverser                                            |
| (nl) Twee rijhuizen                                                       |                       |                                  | Anvers            | Oudesteenweg 15             | 51° 13′ 31″ nord, 4° 25′ 10″ est | 7424                | Téléverser                                            |
| (nl) Pastorie van de Sint-Willibrordusparochie                            |                       |                                  | Anvers            | Pastorijstraat 37           | 51° 13′ 11″ nord, 4° 25′ 59″ est | 7444                | (nl) Pastorie van de Sint-Willibrordusparochie        |
| (nl) Eclectisch breedhuis                                                 |                       |                                  | Anvers            | Pothoekstraat 59            | 51° 13′ 18″ nord, 4° 26′ 12″ est | 7468                | Téléverser                                            |
| (nl) Winkelhuis                                                           |                       |                                  | Anvers            | Pothoekstraat 61            | 51° 13′ 18″ nord, 4° 26′ 12″ est | 7469                | Téléverser                                            |
| (nl) School Stella Maris en klooster van de zusters franciscanessen       | Oui                   |                                  | Anvers            | Lange Kongostraat 21        | 51° 13′ 26″ nord, 4° 26′ 13″ est | 7470                | Téléverser                                            |
| (nl) School Stella Maris en klooster van de zusters franciscanessen       | Oui                   |                                  | Anvers            | Pothoekstraat 112           | 51° 13′ 26″ nord, 4° 26′ 13″ est | 7470                | Téléverser                                            |
| (nl) Eclectische enkelhuizen                                              |                       |                                  | Anvers            | Regentstraat 13             | 51° 13′ 12″ nord, 4° 25′ 43″ est | 7499                | Téléverser                                            |
| (nl) Eclectische enkelhuizen                                              |                       |                                  | Anvers            | Regentstraat 17             | 51° 13′ 12″ nord, 4° 25′ 43″ est | 7499                | Téléverser                                            |
| (nl) Eclectische enkelhuizen                                              |                       |                                  | Anvers            | Regentstraat 21             | 51° 13′ 12″ nord, 4° 25′ 43″ est | 7499                | Téléverser                                            |
| (nl) Eclectische enkelhuizen                                              |                       |                                  | Anvers            | Regentstraat 23             | 51° 13′ 12″ nord, 4° 25′ 43″ est | 7499                | Téléverser                                            |
| (nl) Eclectische enkelhuizen                                              |                       |                                  | Anvers            | Regentstraat 25             | 51° 13′ 12″ nord, 4° 25′ 43″ est | 7499                | Téléverser                                            |
| (nl) Eclectische enkelhuizen                                              |                       |                                  | Anvers            | Regentstraat 27             | 51° 13′ 12″ nord, 4° 25′ 43″ est | 7499                | Téléverser                                            |
| (nl) Eclectische enkelhuizen                                              |                       |                                  | Anvers            | Regentstraat 29             | 51° 13′ 12″ nord, 4° 25′ 43″ est | 7499                | Téléverser                                            |
| (nl) Herenhuis                                                            |                       |                                  | Anvers            | Richardstraat 23            | 51° 13′ 26″ nord, 4° 25′ 14″ est | 7503                | Téléverser                                            |
| (nl) Eclectische rijhuizen                                                | Oui                   |                                  | Anvers            | Rotterdamstraat 51          | 51° 13′ 25″ nord, 4° 25′ 09″ est | 7509                | Téléverser                                            |
| (nl) Eclectische rijhuizen                                                | Oui                   |                                  | Anvers            | Rotterdamstraat 53          | 51° 13′ 25″ nord, 4° 25′ 09″ est | 7509                | Téléverser                                            |
| (nl) Eclectische rijhuizen                                                | Oui                   |                                  | Anvers            | Rotterdamstraat 55          | 51° 13′ 25″ nord, 4° 25′ 09″ est | 7509                | Téléverser                                            |
| (nl) Enkelhuis in neo-Lodewijk XVI-stijl                                  |                       |                                  | Anvers            | Rotterdamstraat 26          | 51° 13′ 26″ nord, 4° 25′ 06″ est | 7510                | Téléverser                                            |
| (nl) Silo 2, scholengroep                                                 |                       |                                  | Anvers            | Boerhaavestraat 1           | 51° 13′ 27″ nord, 4° 25′ 57″ est | 7525                | Téléverser                                            |
| (nl) Silo 2, scholengroep                                                 |                       |                                  | Anvers            | Schoolstraat 2              | 51° 13′ 27″ nord, 4° 25′ 57″ est | 7525                | Téléverser                                            |
| (nl) Stedelijk instituut voor technisch onderwijs nr. 2                   |                       |                                  | Anvers            | Sint-Elisabethstraat 38     | 51° 13′ 20″ nord, 4° 25′ 27″ est | 7548                | Téléverser                                            |
| (nl) Hoekhuis met Hollandstraat                                           |                       |                                  | Anvers            | Sint-Gummarusstraat 12      | 51° 13′ 28″ nord, 4° 25′ 10″ est | 7549                | Téléverser                                            |
| (nl) Hoekhuis met Hollandstraat                                           |                       |                                  | Anvers            | Sint-Gummarusstraat 14      | 51° 13′ 28″ nord, 4° 25′ 10″ est | 7549                | Téléverser                                            |
| (nl) Neoclassicistische eenheidsbebouwing                                 |                       |                                  | Anvers            | Sint-Gummarusstraat 50      | 51° 13′ 29″ nord, 4° 25′ 17″ est | 7550                | Téléverser                                            |
| (nl) Neoclassicistische eenheidsbebouwing                                 |                       |                                  | Anvers            | Sint-Gummarusstraat 52      | 51° 13′ 29″ nord, 4° 25′ 17″ est | 7550                | Téléverser                                            |
| (nl) Postkantoor in neo-Vlaamse renaissancestijl                          |                       |                                  | Anvers            | Sint-Jansplein 4            | 51° 13′ 34″ nord, 4° 25′ 06″ est | 7551                | Téléverser                                            |
| (nl) Magazijn Kraannatie                                                  |                       |                                  | Anvers            | Sint-Jansplein 51           | 51° 13′ 31″ nord, 4° 24′ 59″ est | 7552                | Téléverser                                            |
| (nl) Magazijn Kraannatie                                                  |                       |                                  | Anvers            | Sint-Jansplein 53           | 51° 13′ 31″ nord, 4° 24′ 59″ est | 7552                | Téléverser                                            |
| (nl) Steeg arbeidershuisjes                                               |                       |                                  | Anvers            | Sint-Jobstraat 15/4         | 51° 13′ 46″ nord, 4° 25′ 24″ est | 7553                | Téléverser                                            |
| (nl) Steeg arbeidershuisjes                                               |                       |                                  | Anvers            | Sint-Jobstraat 15/5         | 51° 13′ 46″ nord, 4° 25′ 24″ est | 7553                | Téléverser                                            |
| (nl) Steeg arbeidershuisjes                                               |                       |                                  | Anvers            | Sint-Jobstraat 15/6         | 51° 13′ 46″ nord, 4° 25′ 24″ est | 7553                | Téléverser                                            |
| (nl) Steeg arbeidershuisjes                                               |                       |                                  | Anvers            | Sint-Jobstraat 15/7         | 51° 13′ 46″ nord, 4° 25′ 24″ est | 7553                | Téléverser                                            |
| (nl) Pastorie van de Sint-Amanduskerk                                     |                       |                                  | Anvers            | Sint-Norbertusstraat 1      | 51° 13′ 36″ nord, 4° 25′ 24″ est | 7563                | (nl) Pastorie van de Sint-Amanduskerk                 |
| (nl) "Technisch Instituut Sint-Maria"                                     |                       |                                  | Anvers            | Sint-Willibrordusstraat 39  | 51° 13′ 13″ nord, 4° 25′ 52″ est | 7574                | Téléverser                                            |
| (nl) Eenheidsbebouwing                                                    |                       |                                  | Anvers            | Sint-Willibrordusstraat 60  | 51° 13′ 11″ nord, 4° 25′ 50″ est | 7575                | Téléverser                                            |
| (nl) Eenheidsbebouwing                                                    |                       |                                  | Anvers            | Sint-Willibrordusstraat 62  | 51° 13′ 11″ nord, 4° 25′ 50″ est | 7575                | Téléverser                                            |
| (nl) Eclectisch schoolgebouw                                              |                       |                                  | Anvers            | Stuivenbergplein 36         | 51° 13′ 38″ nord, 4° 25′ 53″ est | 7600                | Téléverser                                            |
| (nl) Eclectisch schoolgebouw                                              |                       |                                  | Anvers            | Stuivenbergplein 37         | 51° 13′ 38″ nord, 4° 25′ 53″ est | 7600                | Téléverser                                            |
| (nl) Sociale woningen                                                     |                       |                                  | Anvers            | Stuivenbergplein 75         | 51° 13′ 35″ nord, 4° 25′ 43″ est | 7601                | Téléverser                                            |
| (nl) Sociale woningen                                                     |                       |                                  | Anvers            | Stuivenbergplein 76         | 51° 13′ 35″ nord, 4° 25′ 43″ est | 7601                | Téléverser                                            |
| (nl) Sociale woningen                                                     |                       |                                  | Anvers            | Stuivenbergplein 77         | 51° 13′ 35″ nord, 4° 25′ 43″ est | 7601                | Téléverser                                            |
| (nl) Sociale woningen                                                     |                       |                                  | Anvers            | Stuivenbergplein 78         | 51° 13′ 35″ nord, 4° 25′ 43″ est | 7601                | Téléverser                                            |
| (nl) Sociale woningen                                                     |                       |                                  | Anvers            | Stuivenbergplein 79         | 51° 13′ 35″ nord, 4° 25′ 43″ est | 7601                | Téléverser                                            |
| (nl) Sociale woningen                                                     |                       |                                  | Anvers            | Stuivenbergplein 80         | 51° 13′ 35″ nord, 4° 25′ 43″ est | 7601                | Téléverser                                            |
| (nl) Middelbare en hogere technische school voor handel en administratie  |                       |                                  | Anvers            | Van Aerdtstraat 63          | 51° 13′ 42″ nord, 4° 25′ 05″ est | 7617                | Téléverser                                            |
| (nl) Enkelhuis                                                            |                       |                                  | Anvers            | Van Aerdtstraat 10          | 51° 13′ 39″ nord, 4° 24′ 55″ est | 7618                | Téléverser                                            |
| (nl) Art Nouveau enkelhuis                                                |                       |                                  | Anvers            | Van Aerdtstraat 14          | 51° 13′ 39″ nord, 4° 24′ 55″ est | 7619                | Téléverser                                            |
| (nl) Pakhuis                                                              |                       |                                  | Anvers            | Van Aerdtstraat 22          | 51° 13′ 38″ nord, 4° 24′ 58″ est | 7620                | Téléverser                                            |
| (nl) Neoclassicistisch dubbelhuis                                         |                       |                                  | Anvers            | Van Arteveldestraat 32      | 51° 13′ 13″ nord, 4° 25′ 12″ est | 7621                | Téléverser                                            |
| (nl) Neoclassicistisch dubbelhuis                                         |                       |                                  | Anvers            | Van Arteveldestraat 34      | 51° 13′ 13″ nord, 4° 25′ 12″ est | 7621                | Téléverser                                            |
| (nl) Enkelhuis                                                            |                       |                                  | Anvers            | Van Arteveldestraat 50      | 51° 13′ 15″ nord, 4° 25′ 13″ est | 7622                | Téléverser                                            |
| (nl) Enkelhuis                                                            |                       |                                  | Anvers            | Van Arteveldestraat 52      | 51° 13′ 15″ nord, 4° 25′ 13″ est | 7623                | Téléverser                                            |
| (nl) "Jacob van Artevelde", enkelhuis                                     |                       |                                  | Anvers            | Van Arteveldestraat 62      | 51° 13′ 16″ nord, 4° 25′ 13″ est | 7624                | Téléverser                                            |
| (nl) "In den Arend", enkelhuis                                            |                       |                                  | Anvers            | Van Arteveldestraat 64      | 51° 13′ 16″ nord, 4° 25′ 13″ est | 7625                | Téléverser                                            |
| (nl) Graanmagazijn                                                        |                       |                                  | Anvers            | Van de Wervestraat 51       | 51° 13′ 41″ nord, 4° 24′ 58″ est | 7629                | Téléverser                                            |
| (nl) Katoennatie                                                          |                       |                                  | Anvers            | Van Aerdtstraat 31          | 51° 13′ 41″ nord, 4° 24′ 59″ est | 7630                | Téléverser                                            |
| (nl) Kraannatie                                                           |                       |                                  | Anvers            | Van de Wervestraat 61       | 51° 13′ 39″ nord, 4° 25′ 00″ est | 7631                | Téléverser                                            |
| (nl) Kraannatie                                                           |                       |                                  | Anvers            | Van de Wervestraat 63       | 51° 13′ 39″ nord, 4° 25′ 00″ est | 7631                | Téléverser                                            |
| (nl) Magazijnen                                                           |                       |                                  | Anvers            | Van de Wervestraat 4        | 51° 13′ 46″ nord, 4° 24′ 54″ est | 7632                | Téléverser                                            |
| (nl) Magazijnen                                                           |                       |                                  | Anvers            | Van de Wervestraat 6        | 51° 13′ 46″ nord, 4° 24′ 54″ est | 7632                | Téléverser                                            |
| (nl) Magazijnen van Valkeniersnatie                                       |                       |                                  | Anvers            | Van de Wervestraat 18       | 51° 13′ 43″ nord, 4° 24′ 56″ est | 7633                | Téléverser                                            |
| (nl) Tabaknatie "Anno 1873"                                               |                       |                                  | Anvers            | Van de Wervestraat 66       | 51° 13′ 35″ nord, 4° 24′ 58″ est | 7634                | Téléverser                                            |
| (nl) Parochiekerk Sint-Eligius                                            | Oui                   |                                  | Anvers            | Van Helmontstraat 23        | 51° 13′ 31″ nord, 4° 26′ 07″ est | 7642                | Téléverser                                            |
| (nl) Parochiekerk Sint-Amandus                                            | Oui                   |                                  | Anvers            | Van Kerckhovenstraat 35     | 51° 13′ 35″ nord, 4° 25′ 25″ est | 7643                | (nl) Parochiekerk Sint-Amandus                        |
| (nl) SILO 8, stadsschool                                                  |                       |                                  | Anvers            | Van Maerlantstraat 28       | 51° 13′ 24″ nord, 4° 25′ 02″ est | 7650                | Téléverser                                            |
| (nl) SILO 8, stadsschool                                                  |                       |                                  | Anvers            | Van Maerlantstraat 30       | 51° 13′ 24″ nord, 4° 25′ 02″ est | 7650                | Téléverser                                            |
| (nl) "Antwerpse overdekte markt", "Criee"                                 |                       |                                  | Anvers            | Van Schoonhovenstraat 21    | 51° 13′ 11″ nord, 4° 25′ 17″ est | 7714                | Téléverser                                            |
| (nl) Kindertuin                                                           |                       |                                  | Anvers            | Violetstraat 18             | 51° 13′ 18″ nord, 4° 26′ 08″ est | 7728                | Téléverser                                            |
| (nl) Enkelhuis "Anno 1884"                                                |                       |                                  | Anvers            | Violierstraat 6             | 51° 13′ 18″ nord, 4° 25′ 03″ est | 7730                | Téléverser                                            |
| (nl) Neoclassicistisch enkelhuis                                          |                       |                                  | Anvers            | Violierstraat 8             | 51° 13′ 18″ nord, 4° 25′ 03″ est | 7731                | Téléverser                                            |
| (nl) Rijhuis                                                              | Oui                   |                                  | Anvers            | Vliegenstraat 5             | 51° 13′ 32″ nord, 4° 25′ 13″ est | 7734                | Téléverser                                            |
| (nl) Openbare boekerij Sint-Amands                                        |                       |                                  | Anvers            | Vliegenstraat 32            | 51° 13′ 31″ nord, 4° 25′ 17″ est | 7735                | Téléverser                                            |
| (nl) Dubbelhuis                                                           |                       |                                  | Anvers            | Wetstraat 103               | 51° 13′ 08″ nord, 4° 25′ 48″ est | 7747                | Téléverser                                            |
| (nl) Eclectisch enkelhuis                                                 |                       |                                  | Anvers            | Wetstraat 30                | 51° 13′ 14″ nord, 4° 25′ 41″ est | 7748                | Téléverser                                            |
| (nl) Enkelhuis                                                            |                       |                                  | Anvers            | Wetstraat 32                | 51° 13′ 14″ nord, 4° 25′ 41″ est | 7749                | Téléverser                                            |
| (nl) Neoclassicistische enkelhuizen                                       |                       |                                  | Anvers            | Wetstraat 34                | 51° 13′ 14″ nord, 4° 25′ 41″ est | 7750                | Téléverser                                            |
| (nl) Neoclassicistische enkelhuizen                                       |                       |                                  | Anvers            | Wetstraat 36                | 51° 13′ 14″ nord, 4° 25′ 41″ est | 7750                | Téléverser                                            |
| (nl) Neoclassicistische enkelhuizen                                       |                       |                                  | Anvers            | Wetstraat 40                | 51° 13′ 14″ nord, 4° 25′ 41″ est | 7750                | Téléverser                                            |
| (nl) Enkelhuizen in neo-Lodewijk XVI-stijl                                |                       |                                  | Anvers            | Wetstraat 42                | 51° 13′ 13″ nord, 4° 25′ 42″ est | 7751                | Téléverser                                            |
| (nl) Enkelhuizen in neo-Lodewijk XVI-stijl                                |                       |                                  | Anvers            | Wetstraat 44                | 51° 13′ 13″ nord, 4° 25′ 42″ est | 7751                | Téléverser                                            |
| (nl) Enkelhuis                                                            |                       |                                  | Anvers            | Wetstraat 48                | 51° 13′ 13″ nord, 4° 25′ 43″ est | 7752                | Téléverser                                            |
| (nl) Enkelhuizen                                                          |                       |                                  | Anvers            | Wetstraat 76                | 51° 13′ 08″ nord, 4° 25′ 46″ est | 7753                | Téléverser                                            |
| (nl) Enkelhuizen                                                          |                       |                                  | Anvers            | Wetstraat 80                | 51° 13′ 08″ nord, 4° 25′ 46″ est | 7753                | Téléverser                                            |
| (nl) Enkelhuizen                                                          |                       |                                  | Anvers            | Wetstraat 84                | 51° 13′ 08″ nord, 4° 25′ 46″ est | 7753                | Téléverser                                            |
| (nl) Enkelhuizen                                                          |                       |                                  | Anvers            | Wetstraat 90                | 51° 13′ 08″ nord, 4° 25′ 46″ est | 7753                | Téléverser                                            |
| (nl) Enkelhuizen                                                          |                       |                                  | Anvers            | Wetstraat 92                | 51° 13′ 08″ nord, 4° 25′ 46″ est | 7753                | Téléverser                                            |
| (nl) Enkelhuizen                                                          |                       |                                  | Anvers            | Wetstraat 94                | 51° 13′ 08″ nord, 4° 25′ 46″ est | 7753                | Téléverser                                            |
| (nl) Enkelhuizen                                                          |                       |                                  | Anvers            | Wetstraat 96                | 51° 13′ 08″ nord, 4° 25′ 46″ est | 7753                | Téléverser                                            |
| (nl) Enkelhuizen                                                          |                       |                                  | Anvers            | Wetstraat 98                | 51° 13′ 08″ nord, 4° 25′ 46″ est | 7753                | Téléverser                                            |
| (nl) Enkelhuizen                                                          |                       |                                  | Anvers            | Wetstraat 100               | 51° 13′ 08″ nord, 4° 25′ 46″ est | 7753                | Téléverser                                            |
| (nl) Enkelhuizen                                                          |                       |                                  | Anvers            | Wetstraat 102               | 51° 13′ 08″ nord, 4° 25′ 46″ est | 7753                | Téléverser                                            |
| (nl) Enkelhuizen                                                          |                       |                                  | Anvers            | Wetstraat 104               | 51° 13′ 08″ nord, 4° 25′ 46″ est | 7753                | Téléverser                                            |
| (nl) Art Nouveau appartementsgebouw                                       |                       |                                  | Anvers            | Wilgenstraat 8              | 51° 13′ 32″ nord, 4° 25′ 44″ est | 7754                | Téléverser                                            |
| (nl) Art Nouveau meergezinswoning                                         |                       |                                  | Anvers            | Willem Linnigstraat 17      | 51° 13′ 10″ nord, 4° 25′ 30″ est | 7755                | Téléverser                                            |
| (nl) Art Nouveau meergezinswoning                                         |                       |                                  | Anvers            | Willem Linnigstraat 19      | 51° 13′ 10″ nord, 4° 25′ 30″ est | 7755                | Téléverser                                            |
| (nl) Meergezinswoning                                                     |                       |                                  | Anvers            | Carnotstraat 169            | 51° 13′ 03″ nord, 4° 25′ 45″ est | 11227               | Téléverser                                            |
| (nl) Lijstgevel                                                           |                       |                                  | Anvers            | Van Wesenbekestraat 76      | 51° 13′ 16″ nord, 4° 25′ 16″ est | 83749               | Téléverser                                            |
| (nl) Stedelijk Zwembad                                                    | Oui                   |                                  | Anvers            | Veldstraat 83               | 51° 13′ 36″ nord, 4° 25′ 58″ est | 200485              | (nl) Stedelijk Zwembad                                |
| (nl) Kindertuin                                                           | Oui                   |                                  | Anvers            | Sint-Gummarusstraat 2       | 51° 13′ 27″ nord, 4° 25′ 08″ est | 200501              | Téléverser                                            |
| (nl) Cinema Festa                                                         | Oui                   |                                  | Anvers            | Offerandestraat 108         | 51° 13′ 15″ nord, 4° 25′ 37″ est | 200509              | Téléverser                                            |
| (nl) Cinema Pax                                                           | Oui                   |                                  | Anvers            | Lange Dijkstraat 70         | 51° 13′ 42″ nord, 4° 25′ 12″ est | 200510              | Téléverser                                            |
| (nl) Onderstation van de Antwerpse Elektriciteitsmaatschappij             |                       |                                  | Anvers            | Duinstraat 124              |                                  | 206856              | Téléverser                                            |
| (nl) Appartement Langohr                                                  |                       |                                  | Anvers            | Van Stralenstraat 17        |                                  | 212407              | Téléverser                                            |
| (nl) Hoekhuis ontworpen door Fernand Badoux                               |                       |                                  | Anvers            | Goudbloemstraat 2           |                                  | 213659              | Téléverser                                            |

## Ensembles architecturaux
| Objet                                   | Statut du classement? | Année de construction/architecte | Section communale | Adresse | Coordonnées | Numéro d'inventaire | Illustration |
| --------------------------------------- | --------------------- | -------------------------------- | ----------------- | --- | ----------- | ------------------- | ------------ |
| (nl) Sociale woonwijk, Werkmanswoningen |                       |                                  | Anvers            | Boerhaavestraat 3-19 Frans de Cortstraat 17-37 Matigheidstraat 1-43 en 2-38 Onderwijsstraat 2-16 en 11 Schoolstraat 8-14 Spaarstraat 1-37 en 16-38 |             | 25345               | Téléverser   |